# Lato

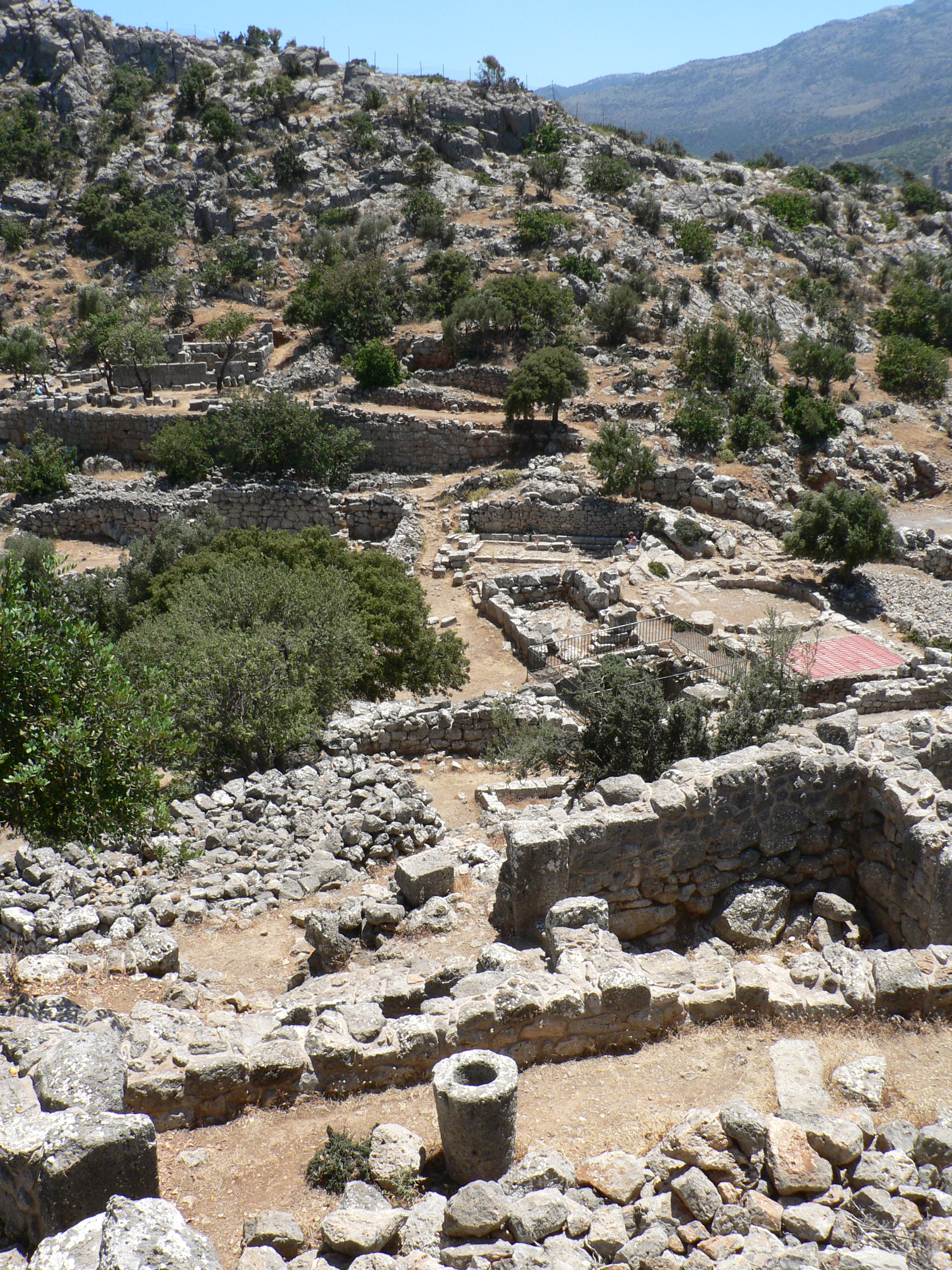
Vista do sítio arqueológico de Lato

Lato (em grego clássico: Λατώ; romaniz.: Lató), também chamada Lato Etera, foi uma cidade da ilha de Creta, Grécia, cujas ruínas estão situadas aproximadamente 8 km a oeste de Ágios Nikolaos e a 3 km da aldeia de Kritsa, na unidade regional de Lasíti. Há teorias que afirmam que a cidade deve o nome à deusa Leto (da qual Lato é a forma dórica), podendo ser mencionada em tabuinhas em Linear B como RA-TO. Lato também cunhava moeda na Antiguidade, tendo a imagem da deusa Ilítia que parece ter sido particularmente adorada em Lato. Nearco, almirante de Alexandre Magno, nasceu em Lato.
Embora a cidade, provavelmente, seja anterior a chegada dos dóricos, as ruínas encontradas datam principalmente do período dórico (séculos V e IV a.C.). Foi possivelmente fundada após o circundante sítio de Kastellos ser abandonado. Antes do fim do século III a.C., Lato integrou a coligação cretense, estando ao lado de Rodes, Teos e Eumenes II, rei de Pérgamo; constantemente conflitou com a cidade circundante de Olunte pela delimitação de fronteiras. A cidade foi destruída cerca de 200 a.C., mas seu porto (Lato pros Camára), localizado onde agora se encontra Ágios Nikolaos, permaneceu em uso até 200 d.C.

## Arqueologia
O almirante britânico Thomas Spratt localizou a cidade em 1865, no entanto, suas escavações começaram a partir de 1894-96 quando Arthur Evans realizou uma pequena escavação, que foi prosseguida em 1899–1901 por J. Demargne e de 1968 até a década de 1970 por P Ducrey, O. Picard e B. Chatizmichali. Foram recuperados de Lato um grande número de cerâmicas produzidas com granodiorito, assim como uma série de placas de terracota datadas de 630–600 a.C.
A cidade-estado dórica foi construída em uma posição defensável entre dois picos (tornaram-se duas acrópoles para a cidade) com vista para a baía de Mirabelo. Seu portão principal possuía três entradas sucessivas e dois pátios quadrados dos quais saia uma estrada que ia em direção a ágora composta por uma cisterna e um pequeno templo retangular; ao sul da ágora está o templo principal da cidade e a oeste do templo está o teatro da cidade. O pritaneu, complexo monumental possivelmente utilizado para apresentações de espetáculos ou para discussões públicas, localiza-se no norte da cidade.